# Регенеративная экономика
Регенеративная экономика —  экономическая система, обеспечивающая регенерацию основных фондов, то есть ресурсов, необходимых для существования человечества. В стандартной экономической теории можно либо «регенерировать» капитальные активы, либо потреблять их до тех пор, пока актив не сможет производить устойчивый поток товаров и/или услуг.  Регенеративную экономику от стандартной экономической модели отличает то, что она базируется на основных или первоначальных ресурсах — земле и солнце. Повлиять на Солнце невозможно, хотя можно повлиять на использование солнечной энергии. Поэтому большая часть регенеративной экономики сосредоточена на земле и продукции, которые она поставляет.
Регенеративная экономика вполне возможна в рамках капиталистической экономики. Признание земли исходным капитальным активом придает  ценность системе ресурсов, известной как окружающая среда. Отсутствие признания исходной ценности окружающей среды привело к возникновению неустойчивых экономических моделей, называемых нерентабельным ростом (термин, предложенный Германом Дейли — ведущим экономистом-экологом и теоретиком устойчивого состояния в его  книге «Reshaping the Built Environment: Ecology, Ethics, and Economics». Авторы регенеративной экономической теории считают, что неэкономический рост противоположен регенеративной экономике.